# Nipaecoccus vectis
Nipaecoccus vectis är en insektsart som beskrevs av Williams och Granara de Willink 1992. Nipaecoccus vectis ingår i släktet Nipaecoccus och familjen ullsköldlöss.
Artens utbredningsområde är Costa Rica. Inga underarter finns listade i Catalogue of Life.